# Single Soon
Single Soon è un singolo della cantante statunitense Selena Gomez, pubblicato il 25 agosto 2023 dalla Interscope Records.

## Descrizione
Single Soon è un brano dance pop composto in chiave di Re maggiore con un tempo di 105 battiti per minuto. È stato scritto dalla stessa cantante con la collaborazione di Ammar Malik, Benny Blanco, Jacob Kasher Hindlin, Lisa Scinta, Cashmere Cat, Phil Shaouy, Ross Golan, ed è stato prodotto da Benny Blanco e Cashmere Cat.
Nel brano Gomez canta di aver preso la decisione di lasciare qualcuno e di quanto questa scelta sia liberatoria.
Secondo quanto dichiarato dalla cantante durante un'intervista, Single Soon è un brano scartato dal suo album del 2020 Rare in quanto non si adattava al resto dell'album. In seguito, è stato rivisitato e pubblicato nel 2023.

## Antefatti
Il 13 agosto 2023 la cantante ha iniziato a dare un assaggio della sua nuova canzone attraverso una serie di indizi. È stato lanciato un sito web intitolato "I'll Be Single Soon" (come il ritornello del brano), permettendo agli utenti di ricevere aggiornamenti via email da Gomez dopo essersi iscritti. Contestualmente, in diverse zone di Dallas sono comparsi dei poster con la scritta "Single Soon?" e un numero di telefono. Chiunque chiamasse quel numero veniva accolto da una voce di segreteria, che si rivelava essere quella della sorella minore della cantante, Gracie. Nel messaggio, Gracie diceva affettuosamente: "Ciao, ti voglio bene sorellina, non preoccuparti affatto dei fidanzati," seguito poi dai primi tre secondi della canzone.
L'entusiasmo dei fan ha continuato a crescere quando la cantante ha condiviso una storia su Instagram, nella quale è intenta ad osservare il proprio telefono. Ingrandendo l'immagine del telefono, i fan hanno notato che l'orologio segnava esattamente "8:25". Questo dettaglio ha portato molti a speculare che il 25 agosto potesse essere una data significativa in cui Gomez avrebbe potuto annunciare o pubblicare qualcosa di importante. Inoltre, ad alimentare le speculazioni sono stati il Teragram Ballroom e il Club 90s, che hanno organizzato una serata speciale interamente dedicata alla cantante, prevista per il 26 agosto a Los Angeles. L'evento è intitolato "Single Soon: Selena Gomez Night", un titolo che suggerisce ulteriormente l'arrivo imminente di nuova musica da parte dell'artista.

## Pubblicazione
Il 17 agosto, dopo le numerose speculazioni da parte dei fan, Gomez ha finalmente svelato il nuovo singolo attraverso i suoi canali social e ha presentato la copertina, dove appare in posa sul divano posteriore di un'auto, indossando una giacca di pelliccia. Sono stati messi in prevendita vinili in edizione limitata da 45 giri del brano, insieme alla possibilità di pre-salvare la canzone sulle piattaforme di streaming. Nell'annuncio del singolo Gomez ha scritto:
Dunque, la canzone è concepita come un inno di positività e non sarà inclusa nel prossimo progetto della cantante.

## Video musicale
Il videoclip, diretto da Philip Andelman, è stato pubblicato su VEVO e YouTube il 25 agosto 2023, giorno della pubblicazione del singolo. Nel video, Gomez si diverte a trascorrere la serata con le sue amiche e nel contempo rompe con il suo fidanzato, preparandosi a diventare single. Gli lascia un biglietto con scritto "Mi dispiace. Non posso. Non odiarmi.": con questa scelta, la cantante omaggia una scena tratta da Sex and the City.
Si tratta del quarto videoclip che Andelman ha diretto per la cantante, dopo Round & Round (2010), Hit the Lights (2011) e Slow Down (2013).

## Successo commerciale
Nella Billboard Hot 100 statunitense Single Soon ha esordito alla 19ª posizione, segnando il debutto più alto di Gomez in classifica da Ice Cream, brano del 2020 in collaborazione con le Blackpink.

## Riconoscimenti
ASCAP Pop Awards
- 2024 – Vinto[20]

Las Culturistas Culture Awards
- 2024 – Vinto[21]

## Tracce
Testi e musiche di Selena Gomez, Ammar Malik, Benny Blanco, Jacob Kasher Hindlin, Lisa Scinta, Cashmere Cat, Phil Shaouy, Ross Golan.
1. Single Soon – 2:51

## Classifiche
| Classifica (2023) | Posizione massima |
| ----------------- | ----------------- |
| Australia         | 26                |
| Austria           | 52                |
| Belgio (Fiandre)  | 42                |
| Belgio (Vallonia) | 45                |
| Bulgaria          | 4                 |
| Canada            | 17                |
| Francia           | 66                |
| Germania          | 68                |
| Irlanda           | 19                |
| Lettonia          | 5                 |
| Lituania          | 52                |
| Norvegia          | 16                |
| Nuova Zelanda     | 35                |
| Paesi Bassi       | 64                |
| Polonia           | 56                |
| Portogallo        | 58                |
| Regno Unito       | 21                |
| Repubblica Ceca   | 74                |
| Russia            | 99                |
| Slovacchia        | 46                |
| Stati Uniti       | 19                |
| Svezia            | 43                |
| Svizzera          | 47                |